# O na-ŭi küsinnim
O na-ŭi küsinnim (v korejském originále 오 나의 귀신님, O naui gwisinnim; anglicky Oh My Ghost) je šestnáctidílný jihokorejský televizní seriál z roku 2015, v němž hrají Pak Po-jong, Čo Čung-sok, Im Ču-hwan a Kim Sul-gi. Vysílal se na stanici tvN od 3. července do 22. srpna 2015 každý pátek a sobotu ve 20.30.

## Obsazení
| Pak Po-jong | Na Pong-son    |
| Čo Čung-sok | Gang Son-u     |
| Im Ču-hwan  | Čchoi Song-džä |
| Kim Sul-gi  | Sin Sun-ä      |